# Polýstypos
Polýstypos är en ort i Cypern.   Den ligger i distriktet Eparchía Lefkosías, i den centrala delen av landet, 40 km sydväst om huvudstaden Nicosia. Polýstypos ligger 1 046 meter över havet och antalet invånare är 181. Den ligger på ön Cypern.
Terrängen runt Polýstypos är kuperad. Trakten runt Polýstypos är ganska glesbefolkad, med 23 invånare per kvadratkilometer. Närmaste större samhälle är Agrós, 2,4 km söder om Polýstypos. 